# Emanuela
Emiliya Ivanova Tsvetkova (en búlgaro: Емилия Иванова Цветкова; 8 de noviembre de 1981, Sofía), más conocida por su sobrenombre Emanuela (en búlgaro: Емануела), es una cantante búlgara de pop-folk. Comenzó su carrera musical en 2007 y cuenta con dos álbumes de estudio. Emanuela es una de las grandes divas de la música pop-folk contemporánea búlgara y una celebridad en su país. En 2009 ganó el premio a la Mejor canción búlgara por su dueto "Nishto ne znaesh" con Кrum en los Balkan Music Awards 2010. Emanuela debutó como actriz en la película Kŭde e batko, convirtiéndose en la primera cantante de pop-folk en Bulgaria que protagonizaba un papel cinematográfico.

## Carrera musical
Emilia Ivanova Tsvetkova comenzó en el mundo de la música en 2007 tras una mala experiencia con el amor: quedó embarazada a los 18 años de edad y su exmarido no se presentó a la boda en la que ella estaba esperando en el altar. La joven debutó bajo el nombre de Emanuela, pues ya existía una cantante de pop-folk con ese nombre, la veterana Emilia Valeva. El nombre artístico fue escogido por los productores de la joven cantante y la discográfica, ARA Music, y está basado en el título de la película erótica Emmanuelle.
Sus primeros éxitos musicales llegaron con sendos premios en Macedonia de festivales de folk en 2007. Un año después, en 2008, lanzó su primer álbum de estudio, Zapoznaĭ ya s men (Запознай я с мен), con el que consiguió su primer éxito. El álbum fue "Éxito del año" por la revista Blyasŭk; "Joven intérprete más próspero" y "Álbum del año" de 2008 por la revista Nov Folk y "Cantante del año" 2008 por FEN TV, entre otros. Tras el lanzamiento de su primer álbum, Victor Kasamov, dueño del sello ARA Music y exmarido de Emanuela, reconoció que la cantante había decidido marcharse de la discográfica. Sin embargo, semanas después la solista aseguró en una entrevista que todo se debió al cansancio y que todo había vuelto a la normalidad: "Son personas con las que he trabajado, con quienes he hecho todos mis éxitos y con las que voy a seguir trabajando". La cantante logró su primer premio en los Balkan Music Awards por el sencillo "Nishto ne znaesh" cantado a dúo con Кrum, canción que se mantuvo seis semanas en el número uno de las listas búlgaras.
En 2010 lanzó su segundo álbum de estudio, Burya ot emotsii (Буря от емоции; en español: Tormenta de emciones), que fue calificado como el mejor álbum de 2010 por la revista Nov Folk. Su sencillo "Predi upotreba, procheti listovkata" se convirtió en el mayor éxito de Emanuela en las listas búlgaras y su videoclip tuvo una gran acogida en la red. Su segundo sencillo fue "Pitam te posledno", que contó con la colaboración del cantante turco Serdar Ortaç y que suscitó un enorme éxito de la cantante búlgara en Turquía.

## Vida personal
Emanuela irrumpió en la escena musical en 2008 con el lanzamiento de su primer álbum de estudio, que se convirtió en un éxito. Sin embargo, además de su sensual aspecto —está considerada una de las mujeres más bellas de Bulgaria—, la carrera de Emanuela estuvo marcada por su agitada adolescencia. Como ella misma reconoció, perdió la virginidad a los 16 años y, poco después, conoció a Víctor Kasamov, de quien se quedaría embarazada a los 18 años. Tras rechazar la joven artista el aborto, la pareja decidió casarse, pero Kasamov no apareció el día de la boda y la novia, tras esperar en el altar, se marchó corriendo de la iglesia porque, como ella aseguró, "no quería que los invitados me vieran con lástima".
Pese a ello, Emanuela y Kasamov se casaron posteriormente, pero su matrimonio apenas duró dos años. Fue en ese momento cuando la joven madre soltera decidió dedicarse a la música pop-folk porque era "la mejor manera de castigarlos; con el canto". Después de esta relación, la cantante estuvo cuatro años con Dennis Kasamov, con quien se prometió para el 11 de septiembre de 2011. Sin embargo, la pareja rompió su relación antes de la fecha del enlace.
La imagen pública de Emanuela siempre ha estado ligada a la polémica. Desde entrevistas donde detallaba minuciosamente su vida sexual, hasta su compromiso con un hombre ocho años menor que ella o el anuncio de su operación de aumento de senos. Sin embargo, en algunas entrevistas se ha mostrado totalmente conservadora y opuesta a posar desnuda en revistas pese a los cuantiosos ofrecimientos que ha recibido.

## Discografía
- Zapoznaj ja s men (Запознай я с мен, 2008 Ара мюзик )
- Burja ot emocii (Буря от емоции; 2010 Ара мюзик )
- Emanuela 2013 (Емануела 2013; 2013 Ара мюзик )
- Notarijalno zaveren (Нотариално заверен; 2018 Payner music )